# Maciej Sulkiewicz
Maciej Sulkiewicz, biał. Мацей Аляксандравіч Сулькевіч, także Matwiej Sulejman Sulkiewicz ros. Матвей Александрович Сулькевич (ur. 8 lipca?/20 lipca 1865 w majątku Kiemiejsze koło Lidy, zm. 15 lipca 1920 w Baku) – rosyjski wojskowy polsko-tatarskiego pochodzenia (generał lejtnant), premier rządu Krymskiej Republiki Ludowej, a następnie szef sztabu armii Demokratycznej Republiki Azerbejdżanu.

## Życiorys
Pochodził z rodziny litewskich Tatarów. Przy urodzeniu otrzymał polskie imię Maciej (później znany był również jako Mohammad Sulkiewicz, Sulejman Sulkiewicz, Suleyman bey Sulkiewicz, czy Mamed Bek). Ukończył michajłowski korpus kadetów w Woroneżu, Michajłowską Szkołę Artylerii w Petersburgu, a w 1894 r. Nikołajewską Akademię Sztabu Generalnego. Służył w sztabach 34 dywizji piechoty, VIII korpusu armijnego, odeskiego okręgu wojskowego. Od 7 sierpnia 1900 r. był sztabsoficerem do specjalnych poruczeń przy sztabie korpusu desantowego. 17 grudnia tego roku objął funkcję szefa sztabu garnizonu twierdzy oczakowskiej. Na przełomie 1900/1901 r. uczestniczył w ekspedycji wojskowej do Chin. 10 kwietnia 1902 r. został sztabsoficerem do specjalnych poruczeń przy sztabie odeskiego okręgu wojskowego. Od 3 października 1903 r. był szefem sztabu 15 dywizji piechoty w stopniu pułkownika.
W latach 1904–1905 uczestniczył w wojnie rosyjsko-japońskiej. Za odwagę na polu bitwy został odznaczony Orderem Św. Włodzimierza 4 klasy i Orderem Św. Stanisława 2 klasy. 11 czerwca 1905 r. objął dowództwo 57 modlińskiego pułku piechoty. 23 czerwca 1910 r. został sztabsoficerem do specjalnych poruczeń przy dowódcy sztabu generalnego armii rosyjskiej. Od 17 października tego roku był okręgowym generał-kwatermistrzem w sztabie irkuckiego okręgu wojskowego w stopniu generała majora. 14 czerwca 1912 r. został szefem sztabu VII korpusu armijnego, zaś 23 maja 1914 r. – XI korpusu armijnego. Od 26 lutego 1915 r. dowodził 33 dywizją piechoty. 26 kwietnia tego roku awansował do stopnia generała lejtnanta. 27 lutego 1917 r. objął dowództwo XXXVII korpusu armijnego.
Nawiązał kontakt z Centralnym Komitetem Wszechrosyjskiego Zjazdu Delegatów Muzułmańskich Wojskowych Organizacji „Aszkery Szura” w Kazaniu. 20 września tego roku został przeniesiony do rezerwy przy sztabie dźwińskiego okręgu wojskowego, ale już 7 października powrócił na poprzednie stanowisko. Tego samego miesiąca został wyznaczony na dowódcę nowo formowanego samodzielnego I muzułmańskiego korpusu armijnego na froncie rumuńskim z siedzibą w Tyraspolu. Po rozbrojeniu korpusu przez Niemców w marcu 1918 r., wyjechał wraz z częścią oficerów na Krym, gdzie podjął działalność w kierunku budowy niezależnego państwa Tatarów krymskich.
25 czerwca tego roku stanął na czele rządu Krymskiej Republiki Ludowej. Z powodu rozbieżności stanowisk 19 czerwca sformował nowy gabinet. Wskutek protestów przywódców tatarskich partii politycznych w następnym tygodniu zrekonstruował go. Oprócz premierostwa piastował w nim stanowiska ministra spraw wojskowych i marynarki oraz ministra spraw wewnętrznych. W deklaracji rząd ogłosił, że będzie bronić niepodległości państwa krymskotatarskiego do czasu wyjaśnienia sytuacji międzynarodowej. Generał S.A. Sulkiewicz starał się prowadzić politykę równowagi pomiędzy różnymi narodowościami zamieszkującymi Krym, aby nie dopuścić do konfliktów etnicznych. Za najpilniejsze zadanie uznał zwołanie krymskiego sejmu, w tym celu był w stałym kontakcie z tatarską konstytuantą (Kurułtajem). Do czasu zwołania sejmu gen. S.A. Sulkiewicz jako szef rządu wydał szereg ważnych aktów prawnych, jak ustawa o obywatelstwie krymskim, o zakazie nabywania gruntów przez cudzoziemców (będących własnością obywateli krymskich), o wakfach (muzułmańskich fundacjach religijnych), o organizacji senatu i sądu apelacyjnego, o reemigracji Tatarów z Turcji i Rumunii, o organizacji poszczególnych ministerstw. Za czasów jego rządów powstał uniwersytet w Symferopolu.
Generał S.A. Sulkiewicz dążył do stopniowej „tataryzacji” państwa, jednakże bez powodowania ostrych napięć narodowościowych. Stąd m.in. popieranie polskich Tatarów obsadzających kluczowe stanowiska w administracji rządowej i samorządowej. W polityce zagranicznej celem nadrzędnym była obrona suwerenności i niezawisłości Krymskiej Republiki Ludowej, zarówno przed Ukrainą dążącą do inkorporacji Krymu, jak też przed dążeniami białych chcących ponownego wcielenia półwyspu do Rosji. Kolejnym zadaniem była obrona przed bolszewikami. Udawało się to, dopóki Krym osłaniała okupacyjna armia niemiecka. Brak własnej siły zbrojnej zadecydował jednak o niepowodzeniu tej polityki. Pod koniec października 1918 r. gen. S.A. Sulkiewicz przekazał stanowisko premiera Solomonowi Krymowi.
Po zajęciu Krymu przez Armię Ochotniczą gen. Antona I. Denikina wyjechał do Azerbejdżanu, gdzie pod koniec 1918 r. został szefem sztabu tworzącej się armii azerbejdżańskiej. W maju 1920 r., po zajęciu Baku przez wojska bolszewickie, został aresztowany i 15 lipca rozstrzelany jako kontrrewolucjonista.

## Upamiętnienie
- Popiersie odsłonięte w 2017 w parku im. Józefa Polińskiego w Warszawie[3].